# Горный дух (опера Данци)
Го́рный дух, или Судьба́ и ве́рность (нем. Der Berggeist, oder: Schicksal und Treue), P. 13 — романтическая опера Франца Данци в двух действиях на либретто Карла Филиппа фон Лобауэра (Karl Philipp von Lohbauer; 1777—1809), опубликованное посмертно в 1811 году. Опера принадлежит к жанру зингшпиля, то есть музыкальные номера перемежаются с разговорными частями. Первая постановка состоялась в Карлсруэ 19 апреля 1813 года. Опера не была издана, рукопись партитуры хранится в Баварской государственной библиотеке (St.th. 441).

## Жанр
«Горный дух» — одна из первых романтических опер. Такое обозначение уже использовал Игнац Зейфрид для своих опер «Идас и Нарцисса» (Idas und Narcissa, 1807) и «Красная и белая роза» (Die rothe und die weiße Rose, 1810), а также Гофман для «Эликсира бессмертия» (Der Trank der Unsterblichkeit, 1808). В тот же день, что и «Горный дух» (19 апреля 1813 года), в Штутгарте впервые был поставлен «Ныряльщик» (Der Taucher), романтическая опера Конрадина Крейцера.
Отличительная особенность любой романтической оперы — взаимодействие мира реального с миром духов, находящее отражение и в музыке. Подобную задачу Данци уже приходилось решать в своей трагикомической опере «Поцелуй», P. 7 (1799), среди действующих лиц которой — фея, гном и духи. «Поцелуй» стал одной из самых известных опер Данци, но «Горный дух» имел средний успех, как и другие его поздние оперы.

## Действующие лица
| - Рюбецаль (Rübezahl), князь гномов — тенор. - Якоб Ланденгаг (Jacob Landenhag) — баритон. - Марта (Marthe), жена Якоба — меццо-сопрано. - Анна (Anne), их дочь — сопрано. - Конрад Эрман (Konrad Ehrmann) — баритон. - Генрих (Heinrich), сын Конрада — тенор. | - Пукс (Pux), гном — баритон. - Урль (Url), гном — тенор. - Ночный сторож (Nachtwächter) — тенор. - Морское чудовище (Meerungeheur; за сценой) — баритон. - Ганс (Hanns), сын Якоба — дискант. - Дух (Der Geist) — разговорная роль. - Эрли (Erli), царица русалок — без слов. |

Хоры гномов, русалок, крестьян.

## Сюжет
Место действия — Исполиновы горы.
Действие первое. Рюбецаль, князь гномов, был лишён своей силы на сто лет в наказание за совершённые им неистовства. Его супруга Эрли, царица русалок, спит мёртвым сном. Наконец срок истекает, и к Рюбецалю возвращается власть над стихиями. Но разбудить Эрли способна только чистая душой верная девушка. В поисках её он приходит в деревню, в дом Якоба Ланденгага, дочь которого Анна должна через два дня выйти замуж за Генриха Эрмана. Рюбецаль дарит ей полный золота кошелёк, и Якоб решает, что это какой-нибудь герцог, влюбившийся в неё. Он требует от Анны отказать жениху, что она и делает, поставив дочерний долг выше своей любви. На самом деле она собирается умереть, чтобы не достаться никому другому. Тем временем гном Пукс находит в глубине моря замок, где спит Эрли, но сторожащее её морское чудовище прогоняет его.
Действие второе. Несмотря на все уговоры Якоб остаётся непреклонен: его дочь не выйдет замуж за Генриха. Несчастный юноша в ярости бросается на него, и Анна изгоняет бывшего жениха навсегда. Он встречает Рюбецаля, который обещает ему помощь. Генрих находит пещеру, где расположен вход в царство Рюбецаля, и, доверившись ему, входит туда. К этой же пещере Пукс доставляет Анну, которая думает, что видит сон. Услышав голос Генриха из глубин, она без страха ступает внутрь. Оставшись один с гномами, Рюбецаль обещает покарать Якоба за то, что он пытался отобрать у дочери её счастье. Анна пробуждает Эрли. В полночь в дом Якоба ударяет молния, и он сгорает. Несчастный, полагая, что Анна осталась внутри, не находит себе места, но чудесным образом вместе со своей женой и отцом Генриха оказывается во дворце Рюбецаля, где к ним возвращаются влюблённые, живые и невредимые.

## Музыкальные номера
Увертюра.
- Действие первое

№ 1. Интродукция (Рюбецаль, дух, хор гномов). «Zu hart ist diese Rache!».
№ 2. Хор гномов. «Treu hält an dem Gnomen das wandelnde Glück…».
№ 3. Хор юношей и девушек. «Es lebt sich herrlich auf der Welt!.».
№ 4. Песня (Анна, хор юношей и девушек). «Dort oben im Gebirge…».
№ 5. Септет (Якоб, Марта, Анна, Генрих, Рюбецаль, Конрад, Ганс). «Wohl wankt auf Erden weit und breit…».
№ 6. Ария (Якоб). «Ja, schon im Geist seh ich es raten…».
№ 7. Речитатив и ария (Анна). «So war’s gemeint?» — «Ach! Unsre Herzen trennt ja keine Pflicht!».
№ 8. Дуэт (Анна и Генрих). «Wo in ewigjungen Lauben…».
№ 9. Финал (хор русалок, Пукс, голос морского чудовища). «Schlaf nicht so lang!».
- Действие второе

№ 10. Песня гномов (Урль, хор гномов). «In den Höhlen haust der Wilde…».
№ 11. Терцет (Якоб, Анна, Генрих). «Sollt ich mich vor dem Knaben scheuen…».
№ 12. Дуэт (Генрих, Рюбецаль). «Soll das Glück mir wiederkehren?».
№ 13. Терцет (Якоб, Конрад, Марта). «Es kann nicht sein, ich hab’s geschworen!».
№ 14. Ария (Пукс). «O Meister! Du gründest dein Glück auf Sand!».
№ 15. Ария (Генрих). «Ich bleibe hier!».
№ 16. Хор гномов (невидимый). «Durch die Felsenpforte…».
№ 17. Сцена (Анна). «Welche unsichtbare Macht…».
№ 18. Хор (невидимый хор гномов, Анна, голос, голос Генриха). «Zage nicht, du Auserwählte!».
№ 19. Речитатив и ария. «Um Mitternacht treff' ihn der Rache Strahl…».
№ 20. Морской замок (симфонический номер).
№ 21. Песня ночного сторожа. «In der stillen Mitternacht…».
№ 22. Финал (ночной сторож, Якоб, Марта, Конрад, Генрих, Анна, Рюбецаль, хор). «O schreckliches Erwachen».

## Записи
В 2013 году к 250-летию со дня рождения композитора была выпущена концертная запись оперы (с незначительными сокращениями). «Горный дух» стал первой записанной оперой Данци.
- Franz Ignaz Danzi. Der Berggeist. Дирижёр Фридер Берниус[англ.]. — Carus 83.296.